# Sydsudans herrlandslag i volleyboll
Sydsudans herrlandslag i volleyboll representerar Sydsudan i volleyboll på herrsidan. Laget deltog i afrikanska mästerskapet 2021 och kom då på 14:e plats.

### Fotnoter
1. ↑  ”Volleyball, Africa: African Championship 2021 Standings - Soccerstand.com” (på engelska). https://www.soccerstand.com/volleyball/africa/african-championship-2021/standings/#/0IG4e4d3/draw. Läst 1 november 2023.